# (300204) 2006 WR117
(300204) 2006 WR117 es un asteroide perteneciente al cinturón de asteroides, región del sistema solar que se encuentra entre las órbitas de Marte y Júpiter, descubierto el 20 de noviembre de 2006 por el equipo del Spacewatch desde el Observatorio Nacional de Kitt Peak, Arizona, Estados Unidos.

## Designación y nombre
Designado provisionalmente como 2006 WR117. 

## Características orbitales
2006 WR117 está situado a una distancia media del Sol de 3,102 ua, pudiendo alejarse hasta 3,722 ua y acercarse hasta 2,482 ua. Su excentricidad es 0,199 y la inclinación orbital 11,83 grados. Emplea 1996,01 días en completar una órbita alrededor del Sol.

## Características físicas
La magnitud absoluta de 2006 WR117 es 15,6. 